# Mitar Dragutinac
Mitar Dragutinac (Srijemska Mitrovica, 1920. – Strizivojna 1989.) bio je hrvatski pjesnik, skladatelj, liturgičar i crkveni povjesničar. Bio je župnik u Strizivojni.

## Životopis
Rođen je u Srijemskoj Mitrovici 21. listopada 1920. godine, u rodnom gradu je završio osnovnu školu i gimnaziju te 1938. godine upisao Bogoslovno sjemenište u Đakovu. 
Za svećenika je zaređen 27. lipnja 1943. godine. Početkom srpnja 1945. godine dolazi na službu župnika u Strzivojnu, gdje će ostati do svoje smrti. Kao mladi svećenik postaje član Središta liturgijskog apostolata koje je osnovano u Rijeci 1951. godine. Bio je član vijeća za prijevod Misala za sve dane u godini. 
U zbornom dijelu Leksikon ikonografije, liturgike i simbolike zapadnog kršćanstva, prikazao je pedesetak svetačkih likova iz Srijema i Slavonije.
1982. godine odlazi u mirovinu iz zdravstvenih razloga te umire 1989. godine.